# Чемпионат мира по стрельбе из лука 1934
4-й Чемпионат мира по стрельбе из лука прошёл в Бостаде (Швеция) в августе 1934 года.

## Медалисты

### Классический лук
| Дисциплина                     | Золото                    | Серебро         | Бронза             |
| Мужчины. Индивидуальный турнир | Хенри Чельссон            | Эмиль Хейльбрун | Оскар Кессельс     |
| Женщины. Индивидуальный турнир | Янина Курковская-Спыхаева | Анна Можульска  | Эльса Вальденстрём |
| Мужчины. Командный турнир      | Швеция                    | Бельгия         | Чехословакия       |
| Женщины. Командный турнир      | Польша                    | Швеция          | -                  |

## Медальный зачёт
| Место | Страна       | Золото | Серебро | Бронза | Всего |
| ----- | ------------ | ------ | ------- | ------ | ----- |
| 1     | Швеция       | 2      | 2       | 1      | 5     |
| 2     | Польша       | 2      | 1       | -      | 3     |
| 3     | Бельгия      | -      | 1       | 1      | 2     |
| 4     | Чехословакия | -      | -       | 1      | 1     |